# Zjednoczone Księstwo Bałtyckie
Zjednoczone Księstwo Bałtyckie (niem. Vereinigtes Baltisches Herzogtum) – krótkotrwałe państwo utworzone samozwańczo przez Niemców bałtyckich na terenach dzisiejszej Łotwy i Estonii, zależne od Cesarstwa Niemieckiego. Istniało przez kilka miesięcy 1918 roku, u schyłku I wojny światowej.

## Geneza
W 1915 roku, podczas jesiennej ofensywy armii Cesarstwa Niemieckiego, w trakcie I wojny światowej, dotarła ona do obszaru Guberni kurlandzkiej należącej do Imperium Rosyjskiego, a front został ustabilizowany na linii Ryga-Dyneburg-Baranowicze.
Po rewolucji lutowej w Rosji, Rosyjski Rząd Tymczasowy, 12 kwietnia 1917 roku, powołał do życia Autonomiczną Gubernię Estonii, która powstała w miejscu Guberni estońskiej i części Guberni inflanckiej. Po rosyjskiej rewolucji październikowej z tego samego roku, 28 listopada 1917 roku, nowo wybrane estońskie Zgromadzenie Prowincjonalne ogłosiło się prawowitym rządem estońskim. Dzień przed pojawieniem się na terytorium wojsk niemieckich, 24 lutego 1918 roku, Estoński Komitet Ocalenia ogłosił niepodległość Estonii, a Alianci Zachodni uznali Republikę Estonii na arenie międzynarodowej w maju 1918 roku.
W tym samym czasie, 5 lipca 1917 roku, Rosyjski Rząd Tymczasowy powołał do życia Łotewską Tymczasową Radę Narodową na bazie samorządu. 16 listopada 1917 roku, w mieście Valka, doszło pierwszego posiedzenia Łotewskiej Tymczasowej Rady Narodowej. Z kolei, 30 listopada 1917 roku, Rada Narodowa ogłosiła powstanie Autonomicznej Guberni Łotwy, a formalną niepodległość Łotwy ogłoszono 15 stycznia 1918 roku.
Pod koniec lutego 1918 roku, obszar Estonii i Łotwy został opanowany przez administrację niemiecką. 3 marca 1918 roku, Rosyjska FSRR pogodziła się z utratą Guberni kurlandzkiej na mocy Traktatu brzeskiego oraz z utratą Autonomicznej Guberni Estonii i Autonomicznej Guberni Łotwy, po negocjacjach odbytych w Berlinie w dniu 27 sierpnia 1918 roku.